# Чжан Юйфэй
Чжан Юйфэй (кит. 张雨霏; род. 19 апреля 1998, Сюйчжоу, Цзянсу) — китайская пловчиха, специализирующаяся на дистанциях вольным стилем и баттерфляем. Двукратная олимпийская чемпионка 2020 года, двукратная чемпионка мира 2023 года, чемпионка мира на короткой воде, чемпионка юношеских Олимпийских игр, Азиатских игр. Рекордсменка среди всех китайских спортсменов по количеству олимпийских наград за карьеру (10).

## Карьера
Чжан Юйфэй родилась в Сюйчжоу. Она начала плавать в возрасте трех лет благодаря поддержке и влиянию её матери, которая выступала в качестве личного тренера. Два года спустя она начала профессионально тренироваться в составе команды по плаванию Цзянсу. К ней пришли успехи в виде множества рекордов, которые она установила в своей возрастной группе. На международном уровне она дебютировала в возрасте четырнадцати лет, когда она победила олимпийскую чемпионку 2008 года Лю Цзыгэ и завоевала золотую медаль в плавании на 200 м баттерфляем на Кубке мира в Пекине в 2012 году.
Чжан участвовала на домашних летних юношеских Олимпийских играх 2014 года в Нанкине, где она завоевала в общей сложности пять медалей: три золотые и две серебряные. Чжан приняла участие на этапе баттерфляем в комбинированной эстафете 4×100 м. Её результат 58,56 позволил китайской сборной побить мировой рекорд среди юниоров (4.03,58) и завоевать золотую медаль. В тот же день она сумела завоевать серебро на 200 м баттерфляем со временем 2.08,22, уступив Лилиане Силадьи из Венгрии. В женской эстафете 4×100 м вольным стилем Чжан участвовала на третьем этапе и преодолела его за 54.09. В результате китайская четвёрка завоевала золото с результатом 3.41,19. 22 августа Чжан завоевала ещё одно серебро на дистанции 100 м баттерфляем с результатом 57,95, снова уступив Силадьи. Чжан, Ли Гуанюань, Хэ Юнь и Ю Хэсинь выиграли ещё один титул в смешанной эстафете 4×100 м с результатом 3.49,33.
Месяц спустя, на Азиатских играх 2014 года в Инчхоне, Чжан преодолела эстафетный этап за 54,10 с, а китайская сборная одержала победу на дистанции 4 по 100 м вольным стилем со временем 3.37,25.
На чемпионате мира по водным видам спорта 2015 года в Казани, Чжан была вынуждена выступать в двух финалах в один день. Она улучшила свой юниорский рекорд до 2.06,51, завоевав бронзовую медаль на дистанции 200 метров баттерфляем. Сорок минут спустя Чжан выступала в эстафете на третьем этапе, показав время 1.58,73. Китаянки завоевали бронзу на дистанции 4×200 м вольным стилем с общим временем 7.49,10.
На летних Олимпийских играх 2016 года в Рио-де-Жанейро Чжан заняла шестое место на дистанции 200 метров баттерфляем, завершив финальный заплыв с временем 2:07,40. На чемпионате мира 2017 года в Будапеште Чжан завоевала бронзовую медаль с Сюй Цзяю, Янь Цзыбей и Чжу Менгуи в смешанной комбинированной эстафете 4×100 м
22 августа 2018 года Чжан завоевала золотую медаль на дистанции 200 метров баттерфляем на Азиатских играх в Джакарте, проплыв дистанцию за 2.06,61.
Выступая на чемпионате Китая, Чжан и её напарницы в женской комбинированной эстафете 4×100 метров Сюй Цзяюй, Ян Цзыбэй и Ян Цзюньсюань преодолели дистанцию за 3.38,41, что быстрее мирового рекорда, установленного пловчихами США в 2017 году.
На Олимпийских играх 2024 года в Париже завоевала больше всех наград среди всех участников — 6. Чжан завоевала серебряную медаль в смешанной комбинированной эстафете 4×100 метров, а также бронзовые медали на дистанциях 100 и 200 метров баттерфляем, 50 метров вольным стилем, в эстафете 4×100 метров вольным стилем и комбинированной эстафете 4×100 метров. Всего в активе Чжан стало 10 олимпийских наград (2 золотые, 3 серебряные и 5 бронзовых).